# 定海路桥
定海路桥是中華人民共和國上海市楊浦區一座跨越复兴岛运河的橋樑，也是一座钢筋混凝土系杆拱桥，桥跨度约90米，橋得名自定海路。橋兩端分別是上海国际时尚中心和复兴岛。定海路桥的设计者是浚浦局的工程师玛耶和黄炎。1927年6月，定海路桥开工。12月31日竣工通行。2011年，定海路桥被列为“杨浦区登记不可移动文物”。它還是杨浦区建筑可阅读建筑。